# Symfonie nr. 1 (Hartmann)
De Symfonie nr. 1 van Karl Amadeus Hartmann draagt de subtitel Versuch eines Requiems.

## Algemeen
Het werk begint in de jaren 1933-1935 als een cantate in concertvorm. Hartmann zette muziek onder naar het Duits vertaalde teksten van Walt Whitman (collectie Leaves of Grass). Hij wilde daarmee de politieke situatie in zijn vaderland Duitsland becommentariëren in de tijd van opkomend nazisme. Hij ondervond de beperkingen van dat regime aan den lijve, maar zag ook dat zijn muziek verboden werd en terecht kwam in de hoek Entartete Musik. Een uitvoering in de beginjaren zat er dus niet in. Hartmann bleef gedurende zijn hele leven aan zijn symfonieën schaven; hij probeerde tijdgerelateerde muziekverschijnselen die er toevallig in terecht gekomen waren er weer uit te halen. Zo ging het ook met dit werk. Hij werkte er in de jaren na de Tweede Wereldoorlog opnieuw aan. De première van dat aangepaste werk zou in 1948 plaatsvinden. Na de uitvoering(-en) ging Hartmann verder met aanpassen. De definitieve versie zou pas in 1956 na drie jaar werken tot stand komen; het werk kreeg toen ook haar definitieve titel Versuch eines Requiem (poging tot een requiem). Aangezien Hartmann zijn eerdere symfonie nr. 1 had teruggetrokken (symfonisch gedicht Miserere) bleef dat nummer vacant totdat Hartmann Versuch eines Requiem tot zijn Symfonie nr. 1 verklaarde.

## Compositie
Alhoewel Hartmann zich liet inspireren door componisten als Gustav Mahler en Anton Bruckner hanteerde hij zelden de klassieke vierdelige opzet binnen een symfonie. Binnen zijn eerste symfonie vouwde Hartmann twee keer twee vocale delen om een instrumentaal deel. Het werk neemt ongeveer een half uur in beslag. Het bleef de enige symfonie van Hartmann met een zangpartij.
Delen:
1. Introduktion: "Elend: Ich sitze und schaue auf alle Plagen der Werlt" ("Misery: I sit and look out")
2. Frühling: "Als jüngst der Flieder blühte" ("When lilacs last in the dooryard bloom’d")
3. Thema met vier variaties
4. Tränen: "in de Nacht in der Einsamkeit" ("Tears")
5. Epilog: "Bitte ich hörte die Allmuter}  ("Pensive on her dead gazing").

## Noemenswaardige uitvoeringen
De eerste uitvoering vond plaats in Wenen; Nino Sanzogno leidde het Wiener Symphoniker in een uitvoering op 22 juni 1957 met soliste Hilde Rössel-Majdan. Schott Music houdt voor dit werk de uitvoeringen bij. Daaruit blijk dat het werk regelmatig zijn gang naar de lessenaars vindt. Vanwege het moderne karakter van het werk, zijn de daarin gespecialiseerde dirigenten ruimschoots vertegenwoordigd met namen als Hans Werner Henze (1961), Ferdinand Leitner (1966 en met het Concertgebouworkest en Sophia van Sante in 1973), Michiel Gielen (1968) en Bruno Maderna (1971). Die uitvoering in de combinatie Sante en Concertgebouworkest was een première voor het orkest. Jac Kort van Trouw en Toon Vranken van De Tijd omschreven het als een werk vol treurnis en doodsdreiging. Hij hoorde een afwisseling van rustige en idyllische passages onderbroken door klankerupties met name in de slagwerkgroep.   J. Reichenfeld in het NRC Handelsblad was het deels met hun eens, maar wees op de doorverwijzing naar de toekomst; Hartmann zou met Bitte hebben willen weergeven dat de gevallene tijdens die Tweede Wereldoorlog nog niet verstomd zijn. 
Vanaf de eeuwwisseling (2000) is het vooral Ingo Metzmacher die het werk op de lessenaar zette, ook in Nederland met het Rotterdams Philharmonisch Orkest (2004). In Nederland werd de gehele symfonische cyclus van Hartmann ten gehore gebracht in de NTR ZaterdagMatinee 2012-2013. Op 22 december 2012 speelde het Radio Philharmonisch Orkest deze symfonie onder leiding van Markus Stenz met soliste Kismara Pessati.
Het werk is slechts op een handvol opnamen te horen, Metzmacher heeft het tweemaal opgenomen. De concerten van de NTR zijn in 2014 verschenen op Challenge Classics.     
Orkestratie:
- alt
- 3 dwarsfluiten (III ook piccolo), 3 hobo’s, 1 althobo, 3 klarinetten, 1 basklarinet, 3 fagotten, 1 contrafagot
- 4 hoorns, 3 trompetten, 3 trombones, 1 tuba
- pauken, vier man/vrouw percussie (triangel, gongs, glockenspiel, bekkens, tomtom, kleine trom, grote trom, roertrom, vibrafoon, harp, celeste, piano
- violen, altviolen, celli, contrabassen